# 世界女性会議

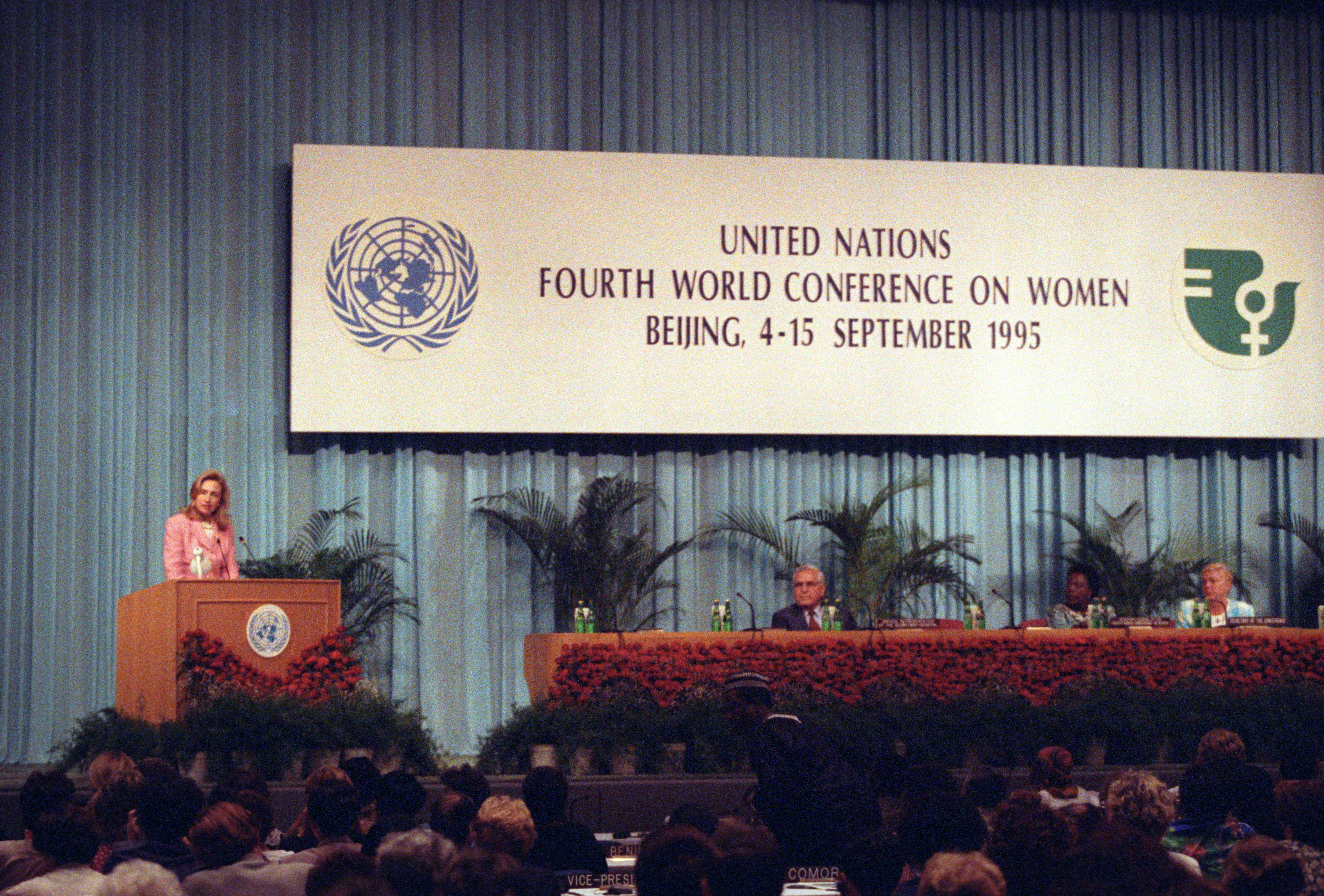
第4回世界女性会議（1995年9月）

世界女性会議（せかいじょせいかいぎ、World Conference on Women）は、女性の地位向上を目的として、国際連合主催の元に開かれる会議。国際学際女性会議とも呼ばれる。
「平等・開発・平和」をテーマとした第1回世界女性会議がメキシコシティで開かれ、性差別や女性に対する暴力や性的虐待に関心を持つ女性たちが世界中から集まった。以後5～10年毎に開催され、第2回(1980年)はコペンハーゲン、第3回(1985年)ナイロビ、第4回(1995年)北京、2000年には国連特別総会「女性2000年会議」がアメリカのニューヨークで開催された。2005年には韓国ソウルの梨花女子大学において第9回世界女性会議が開かれた。